# Amstrad Mega PC
Le Mega PC est un système hybride qui réunit dans le même boîtier un ordinateur compatible PC et une console de jeu Mega Drive, fabriqué et mis en vente par Amstrad en 1993 sous licence Sega. Il est basé sur un concept similaire à celui du Sega TeraDrive lancé sur le marché japonais deux ans plus tôt : c'est essentiellement un PC Amstrad standard avec une Mega Drive sur une carte mère séparée, le système étant câblé pour partager écran et haut-parleurs entre les deux systèmes.
Initialement sorti dans les zones PAL comme l'Europe et l'Australie en 1993, le succès du Mega PC a été limité en raison de son prix de vente élevé de 999,99 livres sterling (plus tard réduit à 599 £), et d'une partie PC reposant sur un processeur 386 SX-25 vieillissant.